# Скорчелети (Анкона)
Скорчелети (итал. Scorcelletti) насеље је у Италији у округу Анкона, региону Марке.
Према процени из 2011. у насељу је живело 610 становника. Насеље се налази на надморској висини од 100 м.